# Marathon van Hannover

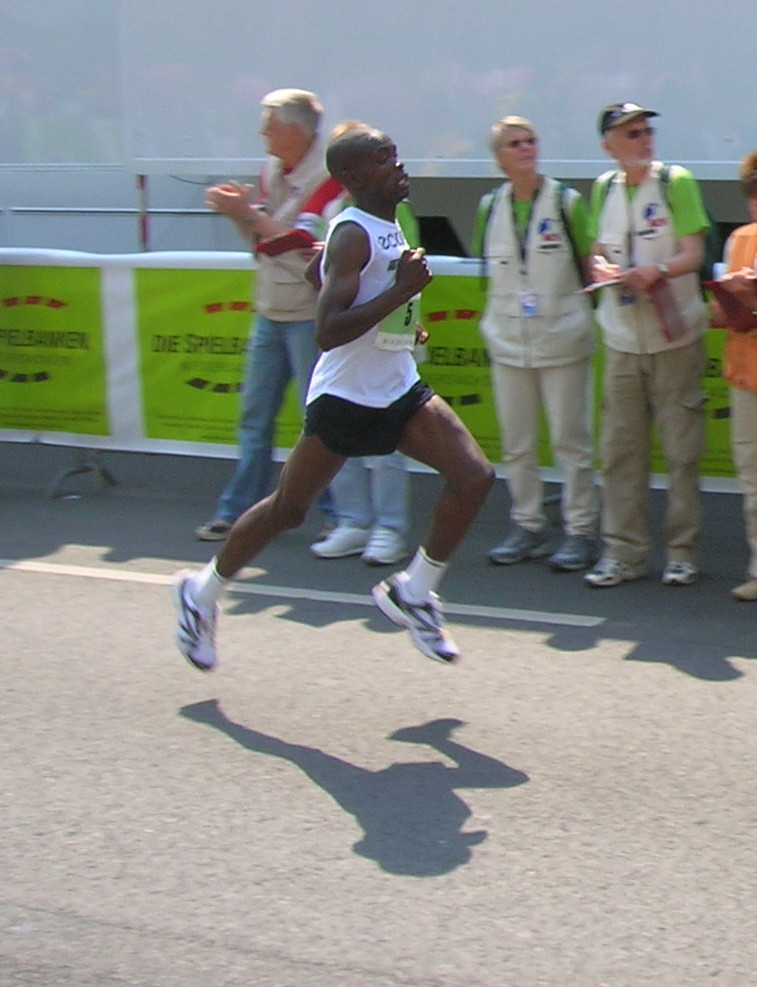
David Kiptanui op weg naar zijn marathonoverwinning in 2006.

De marathon van Hannover is een marathon die sinds 1996 jaarlijks in Hannover wordt gehouden. Naast een hardloopwedstrijd over 42.195 km zijn er wedstrijden over 21,1 km (halve marathon) en 10 kilometer. 

## Parcoursrecords
- Mannen: 2:06.05 - Amanal Petros (2024)
- Vrouwen: 2:23.50 - Domenika Mayer (2024)

## Uitslagen
Marathon
| Jaar          | Snelste man            | Land        | Tijd    | Snelste vrouw           | Land        | Tijd    |
| ------------- | ---------------------- | ----------- | ------- | ----------------------- | ----------- | ------- |
| 9 april 2017  | Allan Kiprono Kipkorir | Kenia       | 2:09.52 | Gelete Fate Tola        | Duitsland   | 2:28.48 |
| 10 april 2016 | Lusapho April          | Zuid-Afrika | 2:11.27 | Anna Hahner             | Duitsland   | 2:30.35 |
| 19 april 2015 | Jacob Cheshari         | Kenia       | 2:09.32 | Souad Aït Salem         | Algerije    | 2:27.21 |
| 27 april 2014 | Henry Chirchir         | Kenia       | 2:11.30 | Souad Aït Salem         | Algerije    | 2:33.09 |
| 5 mei 2013    | Lusapho April          | Zuid-Afrika | 2:08.32 | Olena Burkovska         | Oekraïne    | 2:27.07 |
| 6 mei 2012    | Joseph Kiprono Kiptum  | Kenia       | 2:09.56 | Natalja Putschkowa      | Rusland     | 2:30.17 |
| 8 mei 2011    | Lusapho April          | Zuid-Afrika | 2:09.25 | Georgina Rono           | Kenia       | 2:31.19 |
| 2 mei 2010    | Yusuf Songoka          | Kenia       | 2:08.52 | Kateryna Stezenko       | Oekraïne    | 2:31.36 |
| 3 mei 2009    | Evans Kipkosgei Ruto   | Kenia       | 2:10.47 | Fridah Jepkite Too      | Kenia       | 2:35.47 |
| 4 mei 2008    | Duncan Cheruiyot Koech | Kenia       | 2:14.29 | Petra Guggisberg-Oberli | Zwitserland | 2:51.59 |
| 6 mei 2007    | Daniel Muruki          | Kenia       | 2:14.46 | Monica Njeri            | Kenia       | 2:46.19 |
| 7 mei 2006    | David Kiptanui         | Kenia       | 2:14.13 | Kemeni Chala            | Ethiopië    | 2:47.43 |
| 8 mei 2005    | Simon Lopuyet          | Kenia       | 2:15.36 | Evelyne Kimuria         | Kenia       | 2:48.21 |
| 2 mei 2004    | Moses Ndiema Kimutai   | Kenia       | 2:12.28 | Birra Tadelech          | Ethiopië    | 2:37.32 |
| 4 mei 2003    | David Simukwo          | Kenia       | 2:15.27 | Birra Tadelech          | Ethiopië    | 2:33.41 |
| 5 mei 2002    | Andrej Hardzejew       | Wit-Rusland | 2:11.57 | Ines Cronjäger          | Duitsland   | 2:42.48 |
| 6 mei 2001    | Andrej Hardzejew       | Wit-Rusland | 2:11.44 | Anja Carlsohn           | Duitsland   | 2:37.29 |
| 14 mei 2000   | Waldemar Glinka        | Polen       | 2:12.55 | Birgit Behrend          | Duitsland   | 2:54.33 |
| 16 mei 1999   | Stephan Freigang       | Duitsland   | 2:13.48 | Claudia Dreher          | Duitsland   | 2:27.55 |
| 5 april 1998  | Stephan Freigang       | Duitsland   | 2:12.16 | Olga Yudenkova          | Rusland     | 2:32.52 |
| 6 april 1997  | Ceslovas Kundrotas     | Litouwen    | 2:13.40 | Natalja Golesjka        | Wit-Rusland | 2:33.24 |
| 14 april 1996 | Khristo Stefanov       | Bulgarije   | 2:12.45 | Natalja Golesjka        | Rusland     | 2:39.01 |
| 14 mei 1995   | Rainer Wachenbrunner   | Duitsland   | 2:15.04 | Natalja Golesjka        | Wit-Rusland | 2:35.14 |
| 29 mei 1994   | Simon Qamunga          | Tanzania    | 2:14.48 | Suzana Ćirić            | Joegoslavië | 2:33.00 |
| 18 april 1993 | Kurt Stenzel           | Duitsland   | 2:13.25 | Birgit Jerschabek       | Duitsland   | 2:30.34 |
| 16 april 1992 | Sergei Sokow           | Wit-Rusland | 2:13.03 | Birgit Jerschabek       | Duitsland   | 2:31.42 |
| 12 april 1991 | Marek Adamski          | Polen       | 2:15.04 | Jelena Jegorowa         | Rusland     | 2:36.29 |

Halve marathon
| Jaar | Snelste man                  | Land      | Tijd     | Snelste vrouw           | Land                | Tijd     |
| ---- | ---------------------------- | --------- | -------- | ----------------------- | ------------------- | -------- |
| 2016 | Valentin Harwardt            | Duitsland | 1:07.13  | Neja Kršinar            | Slowakije           | 1:17.51  |
| 2015 | Florian Pehrs                | Duitsland | 1:09.42  | Malene Munkholm         | Denemarken          | 1:20.30  |
| 2014 | Valentin Harwardt            | Duitsland | 1:09.14  | Nicole Krinke           | Duitsland           | 1:22.50  |
| 2013 | Valentin Harwardt            | Duitsland | 1:09.12  | Julia Galuschka         | Duitsland           | 1:19.51  |
| 2012 | Thomas Bartholome            | Duitsland | 1:08.51  | Katrin Kreil            | Duitsland           | 1:21.14  |
| 2011 | Dirk Schwarzbach             | Duitsland | 1:10.23  | Katrin Kreil            | Duitsland           | 1:20.29  |
| 2010 | Mareks Florošeks             | Litouwen  | 1:07.30  | Katrin Kreil            | Duitsland           | 1:21.08  |
| 2009 | Kersten Jäkel                | Duitsland | 1:12.31  | Alexandra Cook          | Verenigd Koninkrijk | 1:22.52  |
| 2008 | Patrick Kiprono Kimeli       | Kenia     | 1:02.12  | Anitha Jepchumba Kiptum | Kenia               | 1:13.40  |
| 2007 | Johnstone Kipkorir Chepkwony | Kenia     | 1:02.45  | Alice Mogire            | Kenia               | 1:11.07  |
| 2006 | Johnstone Kipkorir Chepkwony | Kenia     | 1:01.49  | Viola Bor Chepketing    | Kenia               | 1:15.32  |
| 2005 | Carsten Wenzek               | Duitsland | 1:06.41  | Damla Yenigelen         | Turkije             | 1:21.34  |
| 2004 | Uwe Cordes                   | Duitsland | 1:14.17  | Anke Kemmener           | Duitsland           | 1:19.34  |
| 2003 | Thomas Bartholome            | Duitsland | 1:10.13  | Rosemarie Kössler       | Duitsland           | 1:20.45  |
| 2002 | Holger Zobries               | Duitsland | 1:08.45  | Annette Wolfrom         | Duitsland           | 1:19.33  |
| 2001 | Stefan Groß                  | Duitsland | 1:06.32  | Manuela Edler           | Duitsland           | 1:20.00  |
| 2000 | Stefan Groß                  | Duitsland | 1:06.59  | Anja Carlsohn           | Duitsland           | 1:16.52  |
| 1999 | onbekend                     | onbekend  | onbekend | onbekend                | onbekend            | onbekend |
| 1998 | onbekend                     | onbekend  | onbekend | onbekend                | onbekend            | onbekend |
| 1997 | Olaf Sabatschus              | Duitsland | 1:04.51  | Anke von Gaza           | Duitsland           | 1:22.46  |